# Леонора (співачка)
Леонора Колмор Джепсен, також відома просто як Леонора — данська співачка й фігуристка. Представниця своєї країни на Пісенному конкурсі Євробачення 2019 в Тель-Авіві з піснею «Love Is Forever», де посіла 12 місце у фіналі зі 120 балами.

## Біографія
Леонора народилася та виросла в Геллерупі на північ від Копенгагена, де вона живе й досі. Співачка отримала атестат про середню освіту в гімназії Гаммеля Геллерупа. Джепсен написала багато власних пісень, на початку своєї музичної кар'єри виступала в кафе, бібліотеках та брала участь у невеликих шкільних концертах.

## Кар'єра

### Як фігуристка
Брала участь у Чемпіонаті світу з фігурного катання серед юніорів у 2016 році та на Гран-прі з фігурного катання серед юніорів 2015 року. У грудні 2016 року Леонора та її брат Лінус були золотими призерами чемпіонату Данії з фігурного катання. Раніше Джепсен була юніорською чемпіонкою Данії з катання соло. Наразі вона особисто більше не бере участь у змаганнях, а працює тренеркою з фігурного катання та хореографкою.

### Як співачка

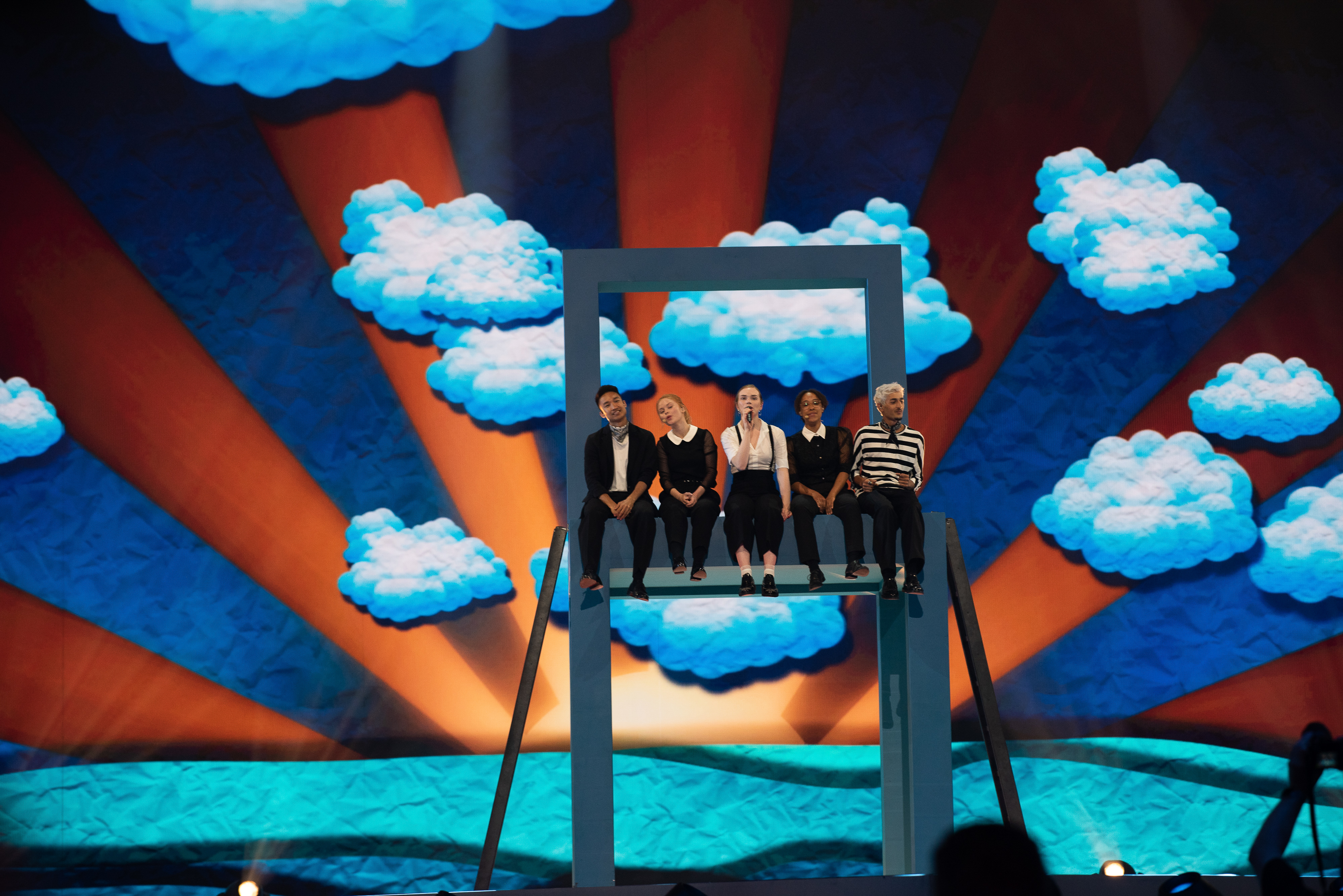
Леонора на Євробаченні 2019

У 2019 році Леонора представляла свою країну на Пісенному конкурсі Євробачення, що пройшов у Тель-Авіві, Ізраїль з піснею «Love Is Forever». Її пісня «Love Is Forever», написана Ліз Каббл, Мелані Вебе та Емілем Лей, поєднує в собі використання чотирьох різних мов: англійську, данську, німецьку та французьку. Співачці вдалося досягнути фіналу конкурсу й принести своїй країні 12 місце серед 26 країн.